# Jana (rijeka)
Jana (rus. Яна) je rijeka u Jakutskoj u Rusiji, između Lene i Indigirke.
Rijeka je 872 km dugačka i ima slivno područje od 238,000 km², protok je oko 25 km³ godišnje. Jana se smrzava u listopadu i ostaje pod ledom sve do kraja svibnja, početkom lipnja. Blizu Verhojanska djelomično se zaledi oko 70 do 110 dana godišnje te je još 220 dana djelomično zaleđena.
Rijeka nastaje sutokom rijeka Sartang i Dulgalah. Na ušću u Laptevsko more, čini veliku deltu (10,200 km²). Procjenjuje se, da ima oko 40,000 jezera u njenom porječju. 
Glavni pritoci Jane su: Adicja, Oldzjo, Abirabit i Bitantaj. Tu su i deseci drugih, od kojih je većina nastala u Verhojanskom gorju.
Verhojansk, Batagaj, Ust-Kujga i Nižnjejansk su glavne luke duž Jane.

## Vanjske poveznice
|  | Zajednički poslužitelj ima još gradiva o temi Jana (rijeka) |